# Anton Hackl
Anton Hackl (* 25. März 1915 in Regensburg; † 10. Juli 1984 ebenda, Rufname Toni) war ein deutscher Luftwaffenoffizier, zuletzt Major und zählt mit 192 bestätigten Luftsiegen zu den erfolgreichsten Jagdfliegern im Zweiten Weltkrieg.

## Militärische Laufbahn
Hackl kam 1938 zur Luftwaffe und absolvierte dort eine Ausbildung zum Flugzeugführer. Anschließend wurde er im Mai 1939 der II. Gruppe des Jagdgeschwaders 77 zugewiesen. Mit dieser war Hackl am Überfall auf Polen sowie am Unternehmen Weserübung beteiligt. Am 27. Juni 1940 wurde Hackl über norwegischem Luftraum zum ersten Mal abgeschossen und verwundet. Nach Beginn des Ostfeldzuges im Juni 1941 wurde die Gruppe seines Geschwaders im Südabschnitt der Ostfront eingesetzt. Ende 1941 erhöhte sich die Zahl seiner Luftsiege auf nunmehr 27. Im Januar 1942 stieg er innerhalb seines Geschwaders zum Staffelkapitän der 5. Staffel auf. Am 27. Mai 1942 erhielt er für seinen 48. Luftsieg das Ritterkreuz des Eisernen Kreuzes. Innerhalb von zehn Wochen konnte Hackl seine Abschusszahl verdoppeln, sodass ihm am 6. August 1942 für seinen 104. Luftsieg das Eichenlaub zum Ritterkreuz verliehen wurde. Im September 1942 erreichte er seinen 118. Luftsieg. Ab Februar 1943 folgten Einsätze im selben Geschwader im Rahmen des Afrikafeldzuges, wo Hackl am 4. Februar 1943 von einer P-38 abgeschossen wurde. Nach einem mehrmonatigen Aufenthalt im Lazarett kehrte er erst im Herbst 1943 zur fliegenden Truppe zurück. Dort wurde er zum Kommandeur der II. Gruppe des Jagdgeschwaders 26 bei der Reichsluftverteidigung ernannt. Hier wurden ihm am 9. Juli 1944 die Schwerter zum Ritterkreuz verliehen. Daraufhin wurde Hackl am 11. August 1944 zum Kommodore des Jagdgeschwaders 76 ernannt, das er jedoch nur wenige Monate später wieder verließ.
Am 8. Oktober 1944 erfolgte seine Ernennung zum Kommandeur der II. Gruppe des Jagdgeschwaders 26 (Schlageter), in dessen Reihen er bis Jahresende die Zahl seiner Luftsiege auf 172 erhöhte. Im Februar 1945 übernahm er für wenige Wochen den Posten des Kommodore im Jagdgeschwader 300 und ab März 1945 selbige Position im Jagdgeschwader 11. Diese Position hielt Hackl dann bis Kriegsende inne.
Über den Verlauf von fünf Kriegsjahren absolvierte Hackl über 1000 Feindflüge, wurde selbst achtmal abgeschossen und viermal verwundet. Von seinen 192 Luftsiegen erzielte er 87 im Westen. Er schoss 32 viermotorige Bomber ab. Weitere 24 Luftsiege blieben unbestätigt.

## Auszeichnungen
- Eisernes Kreuz (1939) II. Klasse
- Eisernes Kreuz (1939) I. Klasse
- Ritterkreuz des Eisernen Kreuzes mit Eichenlaub und Schwertern
  - Ritterkreuz am 27. Mai 1942
  - Eichenlaub am 6. August 1942
  - Schwerter am 9. Juli 1944